# Marvin, das steppende Pferd
Marvin, das steppende Pferd (Originaltitel: Marvin the Tap-Dancing Horse) ist eine kanadisch-chinesische Zeichentrickserie, die zwischen 2000 und 2001 produziert wurde.

## Handlung
Marvin ist ein anthropomorphes Pferd, das Meister im Stepptanz ist. Dies beweist er durch jahrelange Bühnenerfahrung auf dem Broadway. Zudem ist er einer der weltbesten Geschichtenerzähler. Zuvor arbeitete er als Zirkuspferd in Jacks Vergnügungspark, bis er eines Tages abgeworben wurde. Doch Ruhm, Erfolg und die Wesensart seiner Kollegen behagten ihm nicht, weshalb er sich dafür entschied seine vormalige Tätigkeit in Jacks Vergnügungspark wiederaufzunehmen. Hier lernt er auch den neunjährigen Eddy kennen, der sich durch einen Job in den Sommerferien etwas Geld dazu verdienen will und sich mit den Tieren befreundet. Gemeinsam mit dem Elefanten Roberta, dem sensiblen Schwein Elizabeth und den Tiger Kralle zeigen sie ihm die wahre Bedeutung von Freundschaft und Zusammenhalt und erleben viele Abenteuer.

## Synchronisation
| Rolle      | Stimme                  | Synchronisation |
| ---------- | ----------------------- | --------------- |
| Marvin     | Ron Pardo               | Stefan Nagel    |
| Eddy Largo | Marlowe Gardiner-Heslin |                 |
| Diamonds   | Fiona Reid              |                 |
| Elizabeth  | Sheila McCarthy         |                 |

## Produktion und Veröffentlichung
Die Serie hat zwei Staffeln und insgesamt 52 Episoden und wurde zwischen 2000 und 2001 in Zusammenarbeit der Unternehmen Nelvana und Hong Guang Animation produziert.
Die deutsche Erstausstrahlung fand am 19. September 2001 auf Super RTL statt. Weitere Ausstrahlungen erfolgten ebenfalls auf Anixie, Junior, Das Vierte, Sky Deutschland, NRW.TV und YFE TV statt.

## Episodenliste

### Staffel 1
| Folgen-Nr. | Staffel-Nr. | deutscher Titel                | englischer Titel                | deutsche Erstausstrahlung |
| 1          | 01          | Eddys neuer Job                | Eddy’s Job                      | 19. September 2001        |
| 2          | 02          | Ein Elefant vergisst fast nie  | Elephants Almost Never Forget   | 19. September 2001        |
| 3          | 03          | Marvin, der Turmspringer       | Marvin’s High Dive              | 20. September 2001        |
| 4          | 04          | Eddys großer Irrtum            | Eddy’s Wrong Order              | 20. September 2001        |
| 5          | 05          | Der wundervolle Preis          | Stripes’ Sticky Situation       | 21. September 2001        |
| 6          | 06          | Kralles gefährlicher Ausflug   | Stripes Takes Off               | 21. September 2001        |
| 7          | 07          | Die neue Band                  | The New Band                    | 24. September 2001        |
| 8          | 08          | Der Werbespot                  | Eddy’s Video                    | 24. September 2001        |
| 9          | 09          | Fans und Freunde               | Elizabeth’s Biggest Fan         | 25. September 2001        |
| 10         | 10          | Der Besuch                     | The Visit                       | 25. September 2001        |
| 11         | 11          | Der Untermieter                | Marvin’s Roommate               | 26. September 2001        |
| 12         | 12          | Kralles schlimmer Zahn         | Stripe’s Dental Fuss            | 26. September 2001        |
| 13         | 13          | Die Überraschungsparty         | Marvin’s Surprise               | 27. September 2001        |
| 14         | 14          | Eddy lernt tanzen              | Eddy Learns How to Dance        | 27. September 2001        |
| 15         | 15          | Oma ist Trumpf                 | Visit to Grandma’s              | 28. September 2001        |
| 16         | 16          | Picknick am Fluss              | Gone Fishing                    | 28. September 2001        |
| 17         | 17          | Marvins Flockenfrust           | Marvin’s Breakfast Jam          | 1. Oktober 2001           |
| 18         | 18          | Ramona, Königin des Dschungels | The Iron Claw                   | 1. Oktober 2001           |
| 19         | 19          | Der Spuk ist aus               | Elizabeth and the Haunted House | 2. Oktober 2001           |
| 20         | 20          | Mustang Marvin                 | Marvin Horses Around            | 2. Oktober 2001           |
| 21         | 21          | Eddys großer Auftritt          | The Big Show                    | 3. Oktober 2001           |
| 22         | 22          | Eddy, der Wahrsager            | Eddy’s Fortune                  | 3. Oktober 2001           |
| 23         | 23          | Eddys Talisman                 | Eddy’s Charme                   | 4. Oktober 2001           |
| 24         | 24          | Eddy und der Cowboy            | Eddy and the Cowboy             | 4. Oktober 2001           |
| 25         | 25          | Wenn Schweine fliegen          | When Pigs Fly                   | 5. Oktober 2001           |
| 26         | 26          | Eine ganz harte Nuss           | Mr. P. Nutty                    | 5. Oktober 2001           |

### Staffel 2
| Folgen-Nr. | Staffel-Nr. | deutscher Titel                  | englischer Titel                         | deutsche Erstausstrahlung |
| 27         | 01          | Du siehst es, du siehst es nicht | Now You See It                           | 1. Juli 2009              |
| 28         | 02          | Wenn die Sterne leuchten         | When The Stars Come Out                  | 1. Juli 2009              |
| 29         | 03          | Eddy auf Rekordjagd              | Eddy & the Record                        | 3. Juli 2009              |
| 30         | 04          | Marvin beim Film                 | Marvin In The Movies                     | 3. Juli 2009              |
| 31         | 05          | Marvin und Eddy am Ende der Welt | Marvin and Eddy in the Middle of Nowhere | 5. Juli 2009              |
| 32         | 06          | Stripes Unglück                  | Stripes’ Mis-Fortune                     | 5. Juli 2009              |
| 33         | 07          | Nur zum Spaß                     | Just For Kicks                           | 7. Juli 2009              |
| 34         | 08          | Edna, die Gesangssensation       | Edna the Singing Sensation               | 7. Juli 2009              |
| 35         | 09          | Wer ist hier der Boss?           | Elizabeth in Charge                      | 9. Juli 2009              |
| 36         | 10          | Trau dich zu träumen             | Dare to Dream                            | 9. Juli 2009              |
| 37         | 11          | Was es heißt Eddy zu sein        | The Importance of Being Eddy             | 11. Juli 2009             |
| 38         | 12          | Eddys Halsschmerzen              | Eddy’s Sore Throat                       | 11. Juli 2009             |
| 39         | 13          | Klein-Olaf                       | Little Olaf                              | 13. Juli 2009             |
| 40         | 14          | Die Spaßvögel drehen durch       | Jokers Go Wild                           | 13. Juli 2009             |
| 41         | 15          | Wer hat Angst vorm Schattenmann  | Pop Goes the Weasel                      | 15. Juli 2009             |
| 42         | 16          | Marvins Glückshut                | Marvin’s Lucky Hat                       | 15. Juli 2009             |
| 43         | 17          | Der Flohzirkus                   | To Flea or Not to Flea                   | 17. Juli 2009             |
| 44         | 18          | Diamonds Tanzparty               | Diamonds’ Dance Party                    | 19. Juli 2009             |
| 45         | 19          | Marvin die Sportskanone          | Marvin Keeps Track                       | 19. Juli 2009             |
| 46         | 20          | Eddys Pyjama-Party               | Eddy’s Sleepover                         | 17. Juli 2009             |
| 47         | 21          | Der rote Wagen                   | Paint Your Wagon                         | 21. Juli 2009             |
| 48         | 22          | Wahrheit oder Pflicht            | Truth or Bear                            | 21. Juli 2009             |
| 49         | 23          | Elizabeths große Show            | Elizabeth’s Big Splash                   | 23. Juli 2009             |
| 50         | 24          | Stripes Weltreise                | Stripes’ World Tour                      | 23. Juli 2009             |
| 51         | 25          | Kleiner großer Mann              | Little Big Man                           | 25. Juli 2009             |
| 52         | 26          | Die Vorstellung des Jahres       | Fast Talkin’ Jack’s Real Class Act       | 25. Juli 2009             |